# MP 05

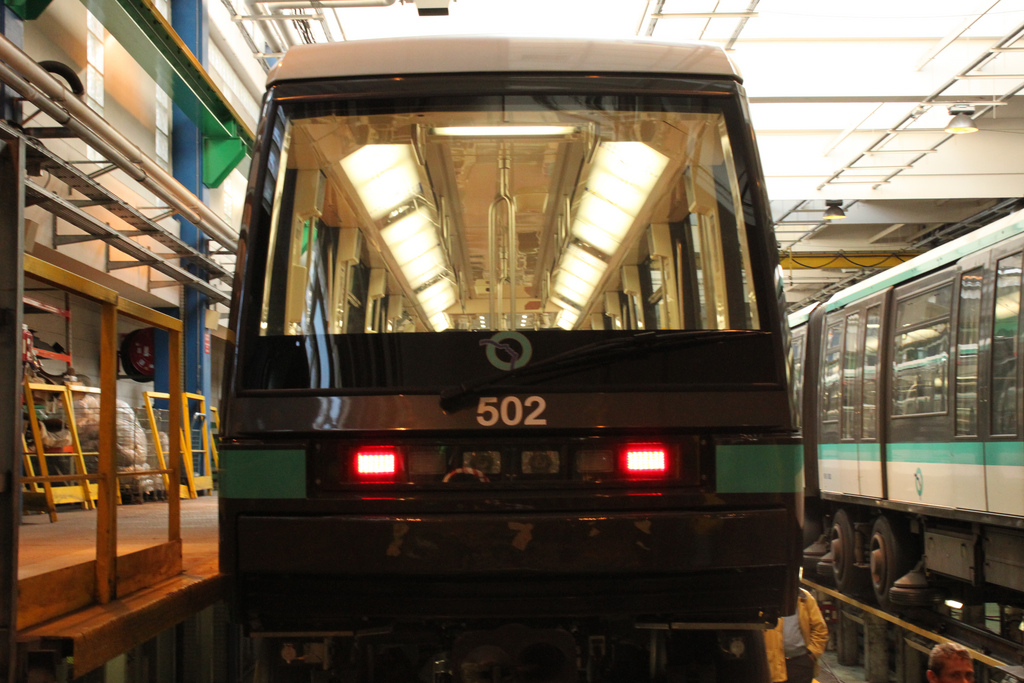
Un MP 05 en los Talleres de Fontenay.

El MP 05 (Matériel roulant sur Pneumatiques 2005) es un modelo de tren francés utilizado en el Metro de París. Los trenes fueron construidos por Alstom y entregados en el año 2008, cuando la RATP decidió reformar la línea 1 para el uso de trenes automáticos después de la apertura de la línea 14, y para una extensión de esta línea.

## Historia
La línea 1 del metro de París fue convertida a rodadura neumática debido a los tramos prolongados en que circula al aire libre, en donde se producía mucho ruido y vibraciones al usar trenes de material neumático estándar. El diseño está basado en el modelo MP 89CA, mientras que su tracción está basada en el MPL-85 del Metro de Lyon

## Línea 1, 4 y 14
La línea 14, cuenta con trenes MP 05, debido a un tren que se estaba automatizando y funcionando, y que actualmente da servicio en dicha línea es el MP 89CA (la versión automática del MP-89). También desde 2011 las línea 1 del metro de París y línea 4 del metro de París cuentan con este material

## Características
Los MP 05 están limitados electrónicamente a 70 km/h, poseen una potencia de tracción servomotora de 720 v en lugar de 750 v. Tienen neumáticos radiales, cajas de alivio, y su parte frontal muy estilizada está basada en su hermana MP 89. También se varió la disposición de los asientos, buscando una mayor comodidad.
- Wikimedia Commons alberga una categoría multimedia sobre MP 05.

- Datos: Q2318135
- Multimedia: MP 05 / Q2318135